# Christuskirche (Mönchröden)

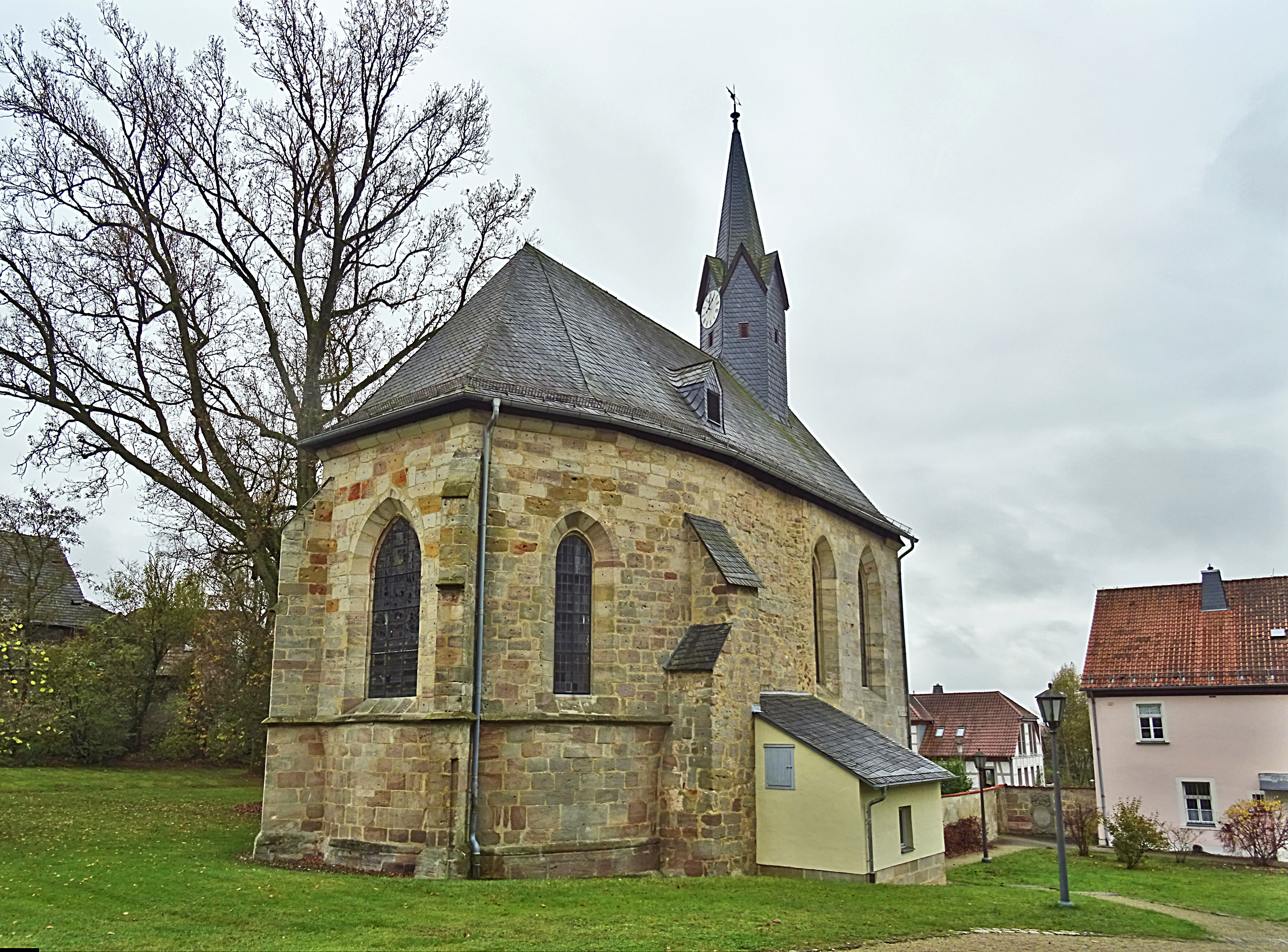
Christuskirche in Mönchröden

Die evangelisch-lutherische Christuskirche im oberfränkischen Mönchröden, einem Gemeindeteil von Rödental im Landkreis Coburg, stammt in ihrem Kern aus dem 12. Jahrhundert, als das Benediktiner-Kloster Mönchröden gegründet wurde.

## Geschichte

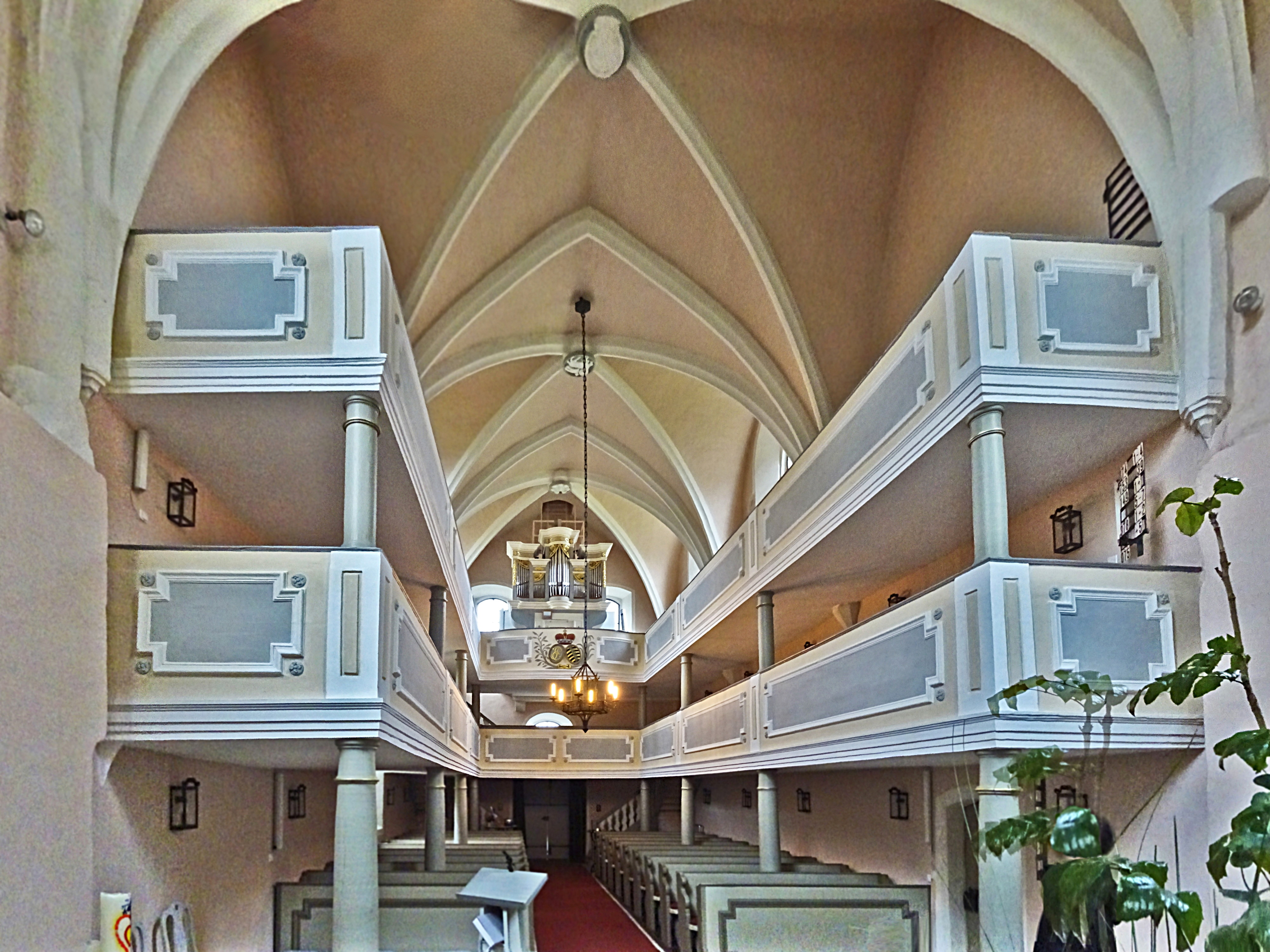
Innenansicht

Ein Gotteshaus entstand etwa 1170/71 als Klosterkirche im romanischen Baustil infolge der Gründung des Benediktinerklosters. Die Kirche war so groß wie der derzeitige Altarraum. Der Abt Ulrich Wochner ließ die weitgehend verfallene Kirche Mitte des 15. Jahrhunderts wieder vergrößert aufbauen. Die ursprüngliche Apsis wurde erhöht und in spätgotischen Formen einer Chorkapelle ausgestaltet. Außerdem entstand ein mehrjochiges Langhaus.
Schwere Beschädigungen des Langhauses durch Feuer im Dreißigjährigen Krieg veranlassten Herzog Ernst Friedrich im Jahr 1788 zu einem größeren Umbau. Dabei wurde das Kirchenschiff verkürzt, zweigeschossige Emporen wurden eingebaut und die Maßwerke der Fenster entfernt. Zusätzlich wurde an Stelle eines Glockenturms ein kleiner Dachreiter errichtet. Letzte größere Renovierungsmaßnahmen und eine Verlegung der Sakristei erfolgten zwischen 1974 und 1976.
Im Jahr 1912 wurde Mönchröden, zuvor zu Einberg gehörend, selbstständige Pfarrei. Dem Kirchsprengel wurden zeitgleich die vier Bergdörfer Brüx, Höhn, Rüttmannsdorf und Weimersdorf mit der Bergkirche als Filialkirche zugeordnet. Die ehemalige Klosterkirche erhielt 1971 offiziell die Bezeichnung „Christuskirche“.

## Baubeschreibung

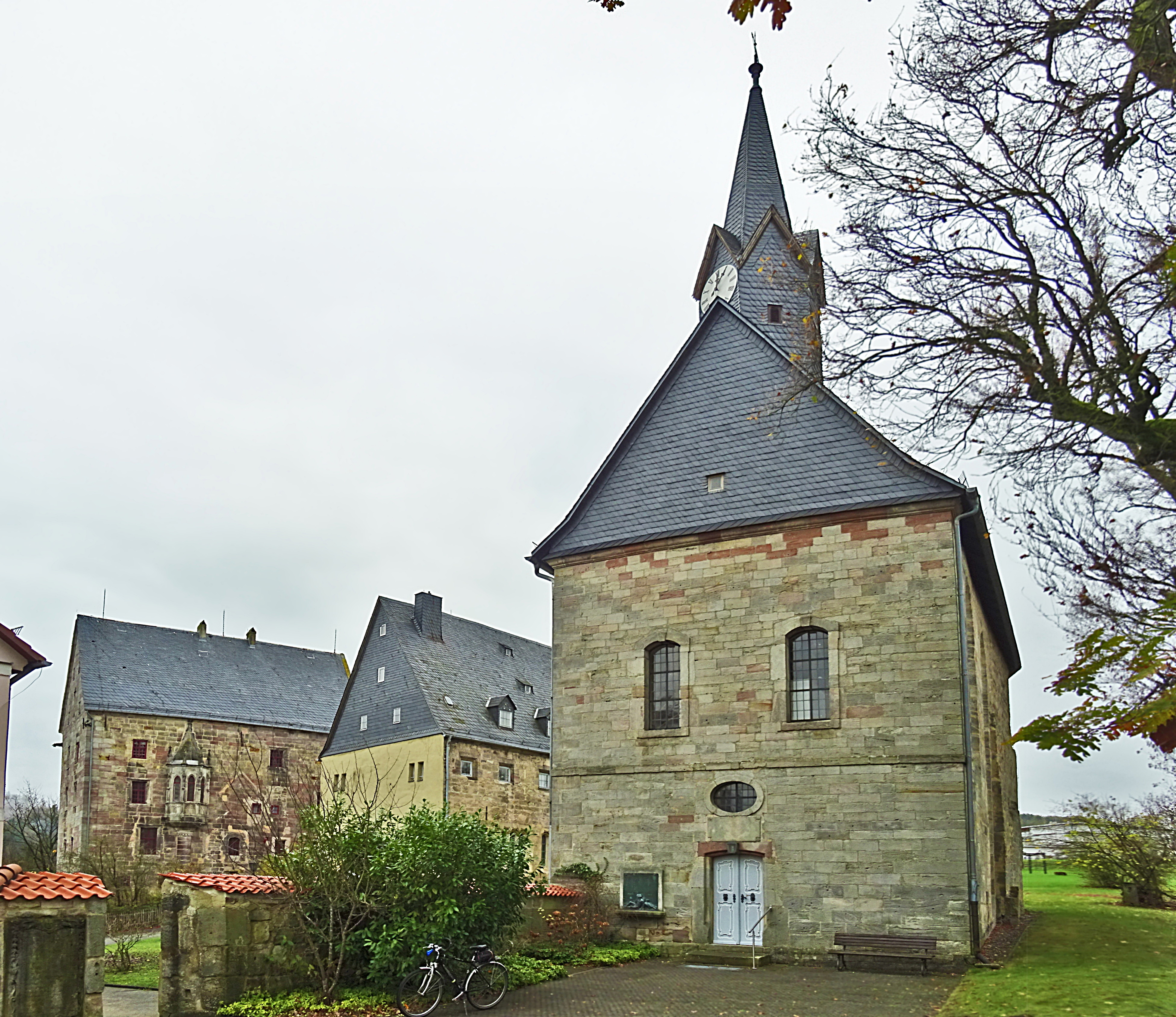
Kloster und Christuskirche Mönchröden

Die spätgotische Kirche hat einen eingezogenen, 5,2 Meter langen und 6,7 Meter breiten Chor mit drei gotischen Spitzbogenfenstern. Das östliche, bunte Chorfenster, über der aus dem 18. Jahrhundert stammenden Kanzel und dem Altar, ist ein Werk des Coburger Glasmalers Ernst Weitzel und erinnert an die im Ersten Weltkrieg gefallenen Gemeindemitglieder. Der untere Teil der Außenwand ist im Grundriss rund. Der Chorraum wird von einem mit Kreuzrippen einem Stern nachempfundenen Gewölbe überspannt.
Im Altarraum stehen an den Wänden die verwitterten Grabdenkmäler dreier Äbte. Der älteste Stein zeigt Heinrich von Coburg, der von 1343 bis 1367 Abt war. Der zweite Stein gehört zu Johannes Torchauer, der zwischen 1400 und 1417 Abt gewesen sein dürfte. Der dritte Grabstein wird Ulrich Wochner zugeordnet, der von 1446 bis 1474 Abt war. Der Taufstein aus Sandstein stammt aus dem Jahr 1676 und trägt die Inschrift „Lasset die Kindlein zu mir kommen“.
Das ohne Trennung anschließende, 12,9 Meter lange und 7,1 Meter breite Kirchenschiff wird von drei Kreuzgewölben mit feinen Rippen überspannt. Die Schlusssteine zeigen in Relief beim ersten den Kopf wohl einer Maria im Heiligenschein, beim zweiten das Gotteslamm und beim dritten einen nach antiker Überlieferung aufgefassten Kopf, von Weinlaub umwuchert. An den Längsseiten befinden sich jeweils zwei spitzbogige Fenster. Die Westfassade ist gegliedert durch eine kehlprofilierte, flachbogige Eingangstür über der sich eine Tafel mit einer Inschrift befindet, die sich auf den Bau 1171 und den Umbau 1788 unter Herzog Ernst Friedrich bezieht. Ein Ellipsenfenster und zwei Flachbogenfenster sind darüber angeordnet.
Das Langschiff hat an drei Seiten zweigeschossige Emporen, die auf Holzsäulen ruhen. An der Westseite steht auf der oberen Empore die Orgel.

## Orgel

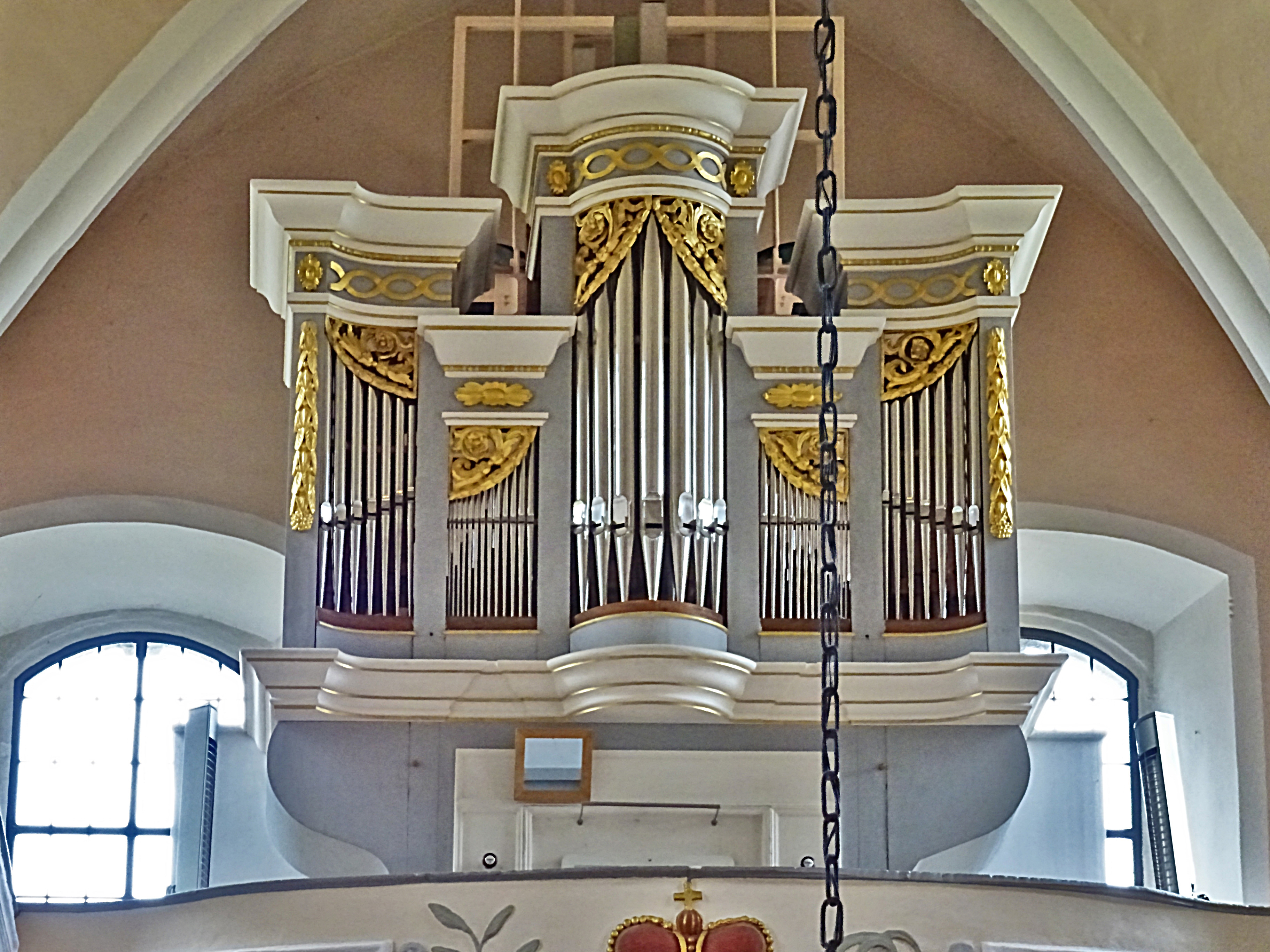
Die Orgel

Die Orgel erstellte 1788 der Neustadter Orgelbauer Johann Andreas Hofmann, als die Kirche umgebaut wurde. Reparaturen sind für 1809, 1820, 1827 und 1839 dokumentiert. Eine Restaurierung erfolgte nach 1945. Das Instrument hat zehn Register, ein Manual und Pedal. Das Orgelgehäuse besteht aus einem fünfteiligen Prospekt. Ein überhöhter Rundturm wird flankiert von Flachfeldern sowie außen vorgezogenen Konkavfeldern und verziert durch einfaches Schnitzwerk. Das Instrument wurde 2008 von Hey Orgelbau restauriert.

## Glocken
Die größte Glocke mit 90 Zentimeter Durchmesser hängt im Dachstuhl des Langhauses. Sie wurde von dem Coburger Georg Werter im Jahr 1642 gegossen. Zwei Glocken befinden sich im achteckigen, verschieferten Dachreiter auf dem westlichen Dachfirst. Die ältere wurde 1875 gegossen und hat einen Durchmesser von 70 Zentimeter. Die dritte, kleine Glocke stammt aus dem Jahr 1919.

## Ausstattung
Von der mittelalterlichen Ausstattung der Klosterkirche befinden sich seit 1840 acht aus Laubholz geschnitzte Reliefs mit Darstellungen aus dem Leben der Maria in den Kunstsammlungen auf der Veste Coburg. Sie waren wohl Teile eines Schnitzretabels auf dem Hochaltar und im zweiten Jahrzehnt des 16. Jahrhunderts entstanden.